# 다카하시 미유키
다카하시 미유키(일본어: 高橋 みゆき, たかはし みゆき, 1978년 12월 25일~)는 일본의 배구 선수이다. 야마가타현 야마가타시 출신으로 1997년 야마가타상업고등학교를 졸업했다. 이후 일본 V리그 NEC 레드 로키츠에 입단하여 1997년부터 2009년까지 활동했으며, 2005년부터 2007년까지 해외 파견 형태로, 2시즌 동안 이탈리아 세리에A 배구리그에서 뛰었다. 2000년부터 2008년까지 일본 국가대표 선수로 활동했다.
2009년 소속팀을 떠나 일본의 기획사 에이벡스와 전속 계약을 맺고, 연예인으로 활동했으나 2011년에 선수로 복귀하였다. 이후 2012년에 은퇴했다.

## 국가대표팀 경력
- 세계 선수권 대회 : 2002, 2006
- 월드 그랑프리 : 2000 - 2008
- 올림픽 : 2004 아테네 올림픽, 2008 베이징 올림픽
- 아시안 게임 : 2002 부산 아시안게임, 2006 도하 아시안게임
- 월드컵 배구대회 : 2003, 2007
- 월드그랜드챔피언쉽 : 2001, 2005
- 아시아배구선수권대회 : 2001, 2003, 2007

## 수상
- 2001년: 월드그랜드챔피언십 베스트 서브상
- 2003년: 아시아 선수권 대회 베스트 스파이크상
- 2005년: 월드 그랑프리 베스트 득점상
- 2007년: 아시아 선수권 대회 MVP